# Guineu voladora de Tonga
La guineu voladora de Tonga (Pteropus tonganus) és una espècie de ratpenat de la família dels pteropòdids. Viu a la Samoa Americana, les Illes Cook, Fidji, Nova Caledònia, Niue, Papua Nova Guinea, Samoa, Salomó, Tonga, Vanuatu i Wallis i Futuna. El seu hàbitat natural són els boscos humits tropicals i els manglars. Està amenaçada per la caça i els fenòmens meteorològics extrems.